# Маккіс-Рокс (Пенсільванія)
Маккіс-Рокс (англ. McKees Rocks) — місто (англ. borough) в США, в окрузі Аллегені штату Пенсільванія. Населення — 5920 осіб (2020).

## Географія
Маккіс-Рокс розташований за координатами 40°28′8″ пн. ш. 80°3′48″ зх. д. / 40.46889° пн. ш. 80.06333° зх. д. (40.469019, -80.063328).  За даними Бюро перепису населення США в 2010 році місто мало площу 2,90 км², з яких 2,74 км² — суходіл та 0,16 км² — водойми.

## Демографія
Згідно з переписом 2010 року, у селищі мешкали 6104 особи в 2752 домогосподарствах у складі 1415 родин. Густота населення становила 2105 осіб/км².  Було 3342 помешкання (1152/км²).
Расовий склад населення:
| - 63,8 % — білих - 30,8 % — чорних або афроамериканців - 0,4 % — азіатів - 0,2 % — корінних американців |

До двох чи більше рас належало 4,5 %. Частка іспаномовних становила 1,7 % від усіх жителів.
За віковим діапазоном населення розподілялося таким чином: 23,5 % — особи молодші 18 років, 62,1 % — особи у віці 18—64 років, 14,4 % — особи у віці 65 років та старші. Медіана віку мешканця становила 38,9 року. На 100 осіб жіночої статі у селищі припадало 88,6 чоловіків;  на 100 жінок у віці від 18 років та старших — 85,4 чоловіків також старших 18 років.
Середній дохід на одне домашнє господарство  становив 45 217 доларів США (медіана — 28 972), а середній дохід на одну сім'ю — 45 653 долари (медіана — 33 750). Медіана доходів становила 35 164 долари для чоловіків та 29 897 доларів для жінок. За межею бідності перебувало 21,9 % осіб, у тому числі 30,5 % дітей у віці до 18 років та 15,3 % осіб у віці 65 років та старших.
Цивільне працевлаштоване населення становило 2956 осіб. Основні галузі зайнятості: освіта, охорона здоров'я та соціальна допомога — 25,3 %, роздрібна торгівля — 16,3 %, мистецтво, розваги та відпочинок — 14,3 %.